# Danh sách tiểu hành tinh: 33001–34000
| Tên                                                  | Tên đầu tiên                                         | Ngày phát hiện                                       | Nơi phát hiện                                        | Người phát hiện                                      |                                                      |                                                      |                                                      |                                                      |                                                      |                                                      |                                                      |                                                      |                                                      |                                                      |                                                      |                                                      |                                                      |                                                      |                                                      |                                                      |                                                      |                                                      |                                                      |                                                      |                                                      |                                                      |                                                      |                                                      |                                                      |                                                      |                                                      |                                                      |                                                      |                                                      |                                                      |                                                      |                                                      |                                                      |                                                      |                                                      |                                                      |                                                      |                                                      |                                                      |                                                      |                                                      |                                                      |                                                      |                                                      |
| 33001–33100 Danh sách các tiểu hành tinh/33001–33100 | 33001–33100 Danh sách các tiểu hành tinh/33001–33100 | 33001–33100 Danh sách các tiểu hành tinh/33001–33100 | 33001–33100 Danh sách các tiểu hành tinh/33001–33100 | 33001–33100 Danh sách các tiểu hành tinh/33001–33100 | 33101–33200 Danh sách các tiểu hành tinh/33101–33200 | 33101–33200 Danh sách các tiểu hành tinh/33101–33200 | 33101–33200 Danh sách các tiểu hành tinh/33101–33200 | 33101–33200 Danh sách các tiểu hành tinh/33101–33200 | 33101–33200 Danh sách các tiểu hành tinh/33101–33200 | 33201–33300 Danh sách các tiểu hành tinh/33201–33300 | 33201–33300 Danh sách các tiểu hành tinh/33201–33300 | 33201–33300 Danh sách các tiểu hành tinh/33201–33300 | 33201–33300 Danh sách các tiểu hành tinh/33201–33300 | 33201–33300 Danh sách các tiểu hành tinh/33201–33300 | 33301–33400 Danh sách các tiểu hành tinh/33301–33400 | 33301–33400 Danh sách các tiểu hành tinh/33301–33400 | 33301–33400 Danh sách các tiểu hành tinh/33301–33400 | 33301–33400 Danh sách các tiểu hành tinh/33301–33400 | 33301–33400 Danh sách các tiểu hành tinh/33301–33400 | 33401–33500 Danh sách các tiểu hành tinh/33401–33500 | 33401–33500 Danh sách các tiểu hành tinh/33401–33500 | 33401–33500 Danh sách các tiểu hành tinh/33401–33500 | 33401–33500 Danh sách các tiểu hành tinh/33401–33500 | 33401–33500 Danh sách các tiểu hành tinh/33401–33500 | 33501–33600 Danh sách các tiểu hành tinh/33501–33600 | 33501–33600 Danh sách các tiểu hành tinh/33501–33600 | 33501–33600 Danh sách các tiểu hành tinh/33501–33600 | 33501–33600 Danh sách các tiểu hành tinh/33501–33600 | 33501–33600 Danh sách các tiểu hành tinh/33501–33600 | 33601–33700 Danh sách các tiểu hành tinh/33601–33700 | 33601–33700 Danh sách các tiểu hành tinh/33601–33700 | 33601–33700 Danh sách các tiểu hành tinh/33601–33700 | 33601–33700 Danh sách các tiểu hành tinh/33601–33700 | 33601–33700 Danh sách các tiểu hành tinh/33601–33700 | 33701–33800 Danh sách các tiểu hành tinh/33701–33800 | 33701–33800 Danh sách các tiểu hành tinh/33701–33800 | 33701–33800 Danh sách các tiểu hành tinh/33701–33800 | 33701–33800 Danh sách các tiểu hành tinh/33701–33800 | 33701–33800 Danh sách các tiểu hành tinh/33701–33800 | 33801–33900 Danh sách các tiểu hành tinh/33801–33900 | 33801–33900 Danh sách các tiểu hành tinh/33801–33900 | 33801–33900 Danh sách các tiểu hành tinh/33801–33900 | 33801–33900 Danh sách các tiểu hành tinh/33801–33900 | 33801–33900 Danh sách các tiểu hành tinh/33801–33900 | 33901–34000 Danh sách các tiểu hành tinh/33901–34000 | 33901–34000 Danh sách các tiểu hành tinh/33901–34000 | 33901–34000 Danh sách các tiểu hành tinh/33901–34000 | 33901–34000 Danh sách các tiểu hành tinh/33901–34000 | 33901–34000 Danh sách các tiểu hành tinh/33901–34000 |
| ---------------------------------------------------- | ---------------------------------------------------- | ---------------------------------------------------- | ---------------------------------------------------- | ---------------------------------------------------- | ---------------------------------------------------- | ---------------------------------------------------- | ---------------------------------------------------- | ---------------------------------------------------- | ---------------------------------------------------- | ---------------------------------------------------- | ---------------------------------------------------- | ---------------------------------------------------- | ---------------------------------------------------- | ---------------------------------------------------- | ---------------------------------------------------- | ---------------------------------------------------- | ---------------------------------------------------- | ---------------------------------------------------- | ---------------------------------------------------- | ---------------------------------------------------- | ---------------------------------------------------- | ---------------------------------------------------- | ---------------------------------------------------- | ---------------------------------------------------- | ---------------------------------------------------- | ---------------------------------------------------- | ---------------------------------------------------- | ---------------------------------------------------- | ---------------------------------------------------- | ---------------------------------------------------- | ---------------------------------------------------- | ---------------------------------------------------- | ---------------------------------------------------- | ---------------------------------------------------- | ---------------------------------------------------- | ---------------------------------------------------- | ---------------------------------------------------- | ---------------------------------------------------- | ---------------------------------------------------- | ---------------------------------------------------- | ---------------------------------------------------- | ---------------------------------------------------- | ---------------------------------------------------- | ---------------------------------------------------- | ---------------------------------------------------- | ---------------------------------------------------- | ---------------------------------------------------- | ---------------------------------------------------- | ---------------------------------------------------- |